# Groeve Essenbosch I

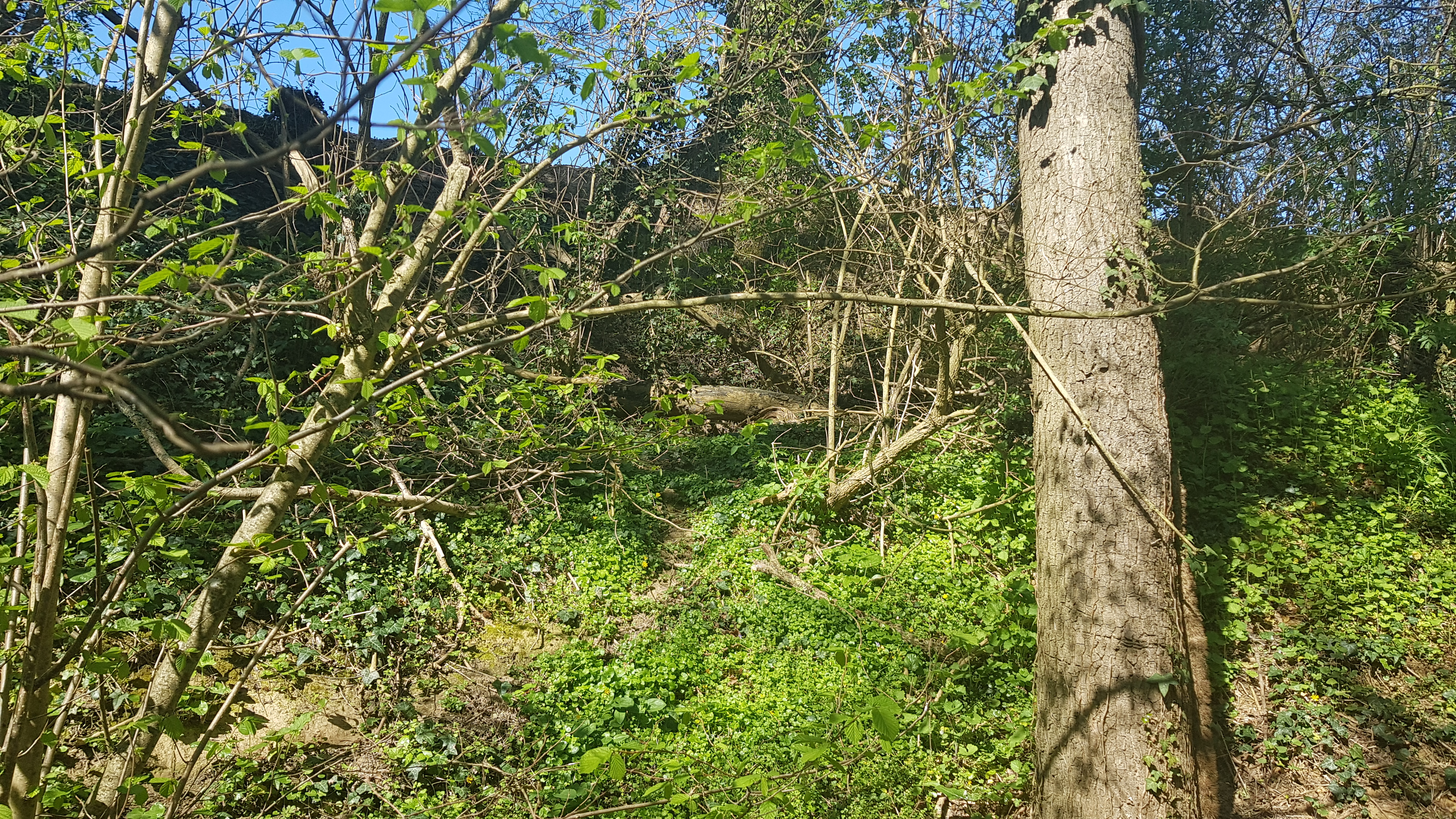
de groeve in het groen

De Groeve Essenbosch I is een Limburgse mergelgroeve in de Nederlandse gemeente Valkenburg aan de Geul in Zuid-Limburg. De ondergrondse groeve ligt ten zuidoosten van Valkenburg en ten zuidwesten van Oud-Valkenburg in het zuidwestelijk deel van het hellingbos Sint-Jansbosch op de noordoostelijke rand van het Plateau van Margraten in de overgang naar het Geuldal.
Op respectievelijk ongeveer 55, 105 en 155 meter naar het noorden liggen de Groeve Essenbosch II, Groeve Essenbosch III en Groeve Essenbosch IV en op ongeveer 120 meter naar het oosten ligt de Groeve van de Scheve Spar I.

## Geschiedenis
Van de 17e tot de 19e eeuw werd de groeve door blokbrekers ontgonnen voor de winning van kalksteen.

## Groeve
De groeve heeft een oppervlakte van ongeveer 78 vierkante meter. De groeve is dichtgeslibd met omliggende gronden.

## Geologie
De groeve is uitgehouwen in de Kalksteen van Schiepersberg, vlak onder en/of over de Horizont van Romontbos.